# Coiro (Laracha)
Coiro (llamada oficialmente San Xián de Coiro) es una parroquia del municipio de Laracha, en la provincia de La Coruña, Galicia, España.

## Entidades de población
Entidades de población que forman parte de la parroquia:
- Ameixeira (A Ameixeira)
- Ferrería (A Ferraría)
- Ferrulleira (A Ferrulleira)
- Lamalonga (A Lamalonga)
- Pedra (A Pedra)
- Riba (A Riba)
- Meneiroas (As Meneiroas)
- Coirón
- Godón
- Longra
- Merelle
- Casal do Monte (O Casal do Monte)
- Cruceiro (O Cruceiro)
- Loureiro (O Loureiro)
- Maseo (O Maseo)
- Muiños de Abajo (Os Muíños de Abaixo)
- Muiños de Arriba (Os Muíños de Arriba)
- Toural (O Toural)
- Vilar (O Vilar)
- Penso
- Ramisquido
- Alto (O Alto)
- Arganal (O Arganal)
- Campo Nuevo (O Campo Novo)
- Corredoira (A Corredoira)
- Campón (O Campón)
- Casanova (A Casanova)
- Champaina (A Champaina)
- Decoita (A Decoita)
- Coto (O Coto)
- Fontefría (A Fontefría)
- Lourenceira (A Lourenceira)
- Gudís
- Manjarín (Manxarín)
- Matosa (A Matosa)
- Medoña (A Medoña)
- Morgade
- Novás
- Painceira (A Painceira)
- Pazobello (O Pazo Vello)
- Pereiro (O Pereiro)
- Pías
- Tabernanova (A Taberna Nova)
- Tenda (A Tenda)
- A Avieira.
- O Cabaleiro.
- Fornos.

## Despoblados
- Fraga (A Fraga)
- Rapadas (As Rapadas)
- Malló (O Malló)

## Demografía
| Gráfica de evolución demográfica de Coiro entre 2000 y 2018 |
|                                                             |
| Población de derecho según el padrón municipal del INE      |